# Standardvarietät
Eine Standardvarietät ist eine standardisierte Varietät einer Sprache, z. B. bundesdeutsches Hochdeutsch, österreichisches Deutsch oder Schweizer Hochdeutsch im Gegensatz zu anderen deutschen Dialekten und Nichtstandardvarietäten. Eine Standardvarietät ist immer geplant, d. h. das Ergebnis bewusster sprachplanerischer Eingriffe (vgl. Plansprache).

## Merkmale einer Standardvarietät
Die heute innerhalb der Standardologie als „klassisch“ geltende Definition einer Standardvarietät wurde in den 1920er und 1930er Jahren von den Mitgliedern des Prager Linguistenkreises erarbeitet. Die grundsätzlichen Anforderungen an eine moderne Standardvarietät hatte bereits Vilém Mathesius (1932: 17) formuliert, als er von „flexibler Stabilität“ (pružná stabilita) sprach. Damit ist gemeint, dass eine Standardvarietät zum einen stabil sein muss, um die Kommunikation innerhalb einer großen Sprachgemeinschaft zu ermöglichen, andererseits aber auch flexibel, um auf die vielen verschiedenen Aspekte einer sich ständig wandelnden Welt eingehen zu können. Die vier klassischen Merkmale, die auch im Folgenden besprochen werden, hat erstmals Alexander Issatschenko (1958: 42) aufgezählt:
1. Polyvalenz
2. Kodifizierung
3. Allgemeinverbindlichkeit
4. stilistische Differenzierung

### Kodifizierung und Allgemeinverbindlichkeit der Norm
Zur Standardisierung gehört vor allem die (in moderner Zeit stets schriftliche) präskriptive „Kodifizierung“ der anzustrebenden Norm in Orthographien, Grammatiken und Wörterbüchern. Dabei wird meist in erster Linie die geschriebene Sprache kodifiziert; zur Standardsprache gehören aber auch Aussprachenormen.
Diese Norm muss für alle Mitglieder der Sprachgemeinschaft als „verbindlich“ angesehen werden, d. h. Verstöße gegen die Norm müssen als „Fehler“ empfunden werden, die nur in informellen Situationen, in denen die Standardvarietät per definitionem nicht gilt, toleriert werden. Dies setzt nach Garvin & Mathiot (1960) bestimmte Einstellungen der Sprecher voraus, nämlich einerseits Loyalität zur und Stolz auf die Standardvarietät und andererseits ein Normbewusstsein.
Die Ausbildung einer Standardvarietät zielt darauf ab, die überregionale Kommunikation zu optimieren, um auf die Modernisierung der Gesellschaft adäquat zu reagieren. Expansion der Märkte, erhöhte Mobilität, die mündlichen Massenmedien und nicht zuletzt die schriftlichen Medien seit dem Wiegendruck nach Erfindung des Buchdrucks begünstigten die Ausbildung einer Standardvarietät.
Die Ausbildung von Standardvarietäten geht oft mit dem Abschleifen der beteiligten Dialekte einher, die Elemente aus der prestigeträchtigeren Standardvarietät entlehnen.
Die Kodifizierung setzt im heutigen Verständnis die Existenz schriftlicher Kodifizierungsinstrumente voraus. In der Geschichte gibt es aber auch zahlreiche Beispiele normierter Varietäten, die nur auf dem Auswendiglernen und Nachahmen von Mustertexten beruhten. Ein Beispiel für eine rein mündlich tradierte Hochsprache ist die altarabische Dichtersprache in vorislamischer Zeit.

### Polyvalenz und stilistische Differenzierung
Eine Standardvarietät muss einen so reichen und differenzierten Wortschatz haben, dass sie im täglichen Leben für alle Aspekte der modernen Welt gebraucht werden kann. Meist verfügen moderne Standardsprachen über verschiedene Stile oder Register, wie etwa einen literarischen Stil, einen administrativen Stil, einen journalistischen Stil, einen informellen Stil (Umgangssprache) sowie einen oder mehrere fachsprachliche Stile. Darüber hinaus gibt es oft noch eigentlich nicht der Standardvarietät zugehörige Sprachformen und Jargons wie etwa Szene- und Jugendsprachen und verschiedene Fachjargons, die aber oft als Quelle zur Bereicherung des Wortschatzes und zur Anpassung der Standardsprache an neue Verhältnisse wichtig sind.

## Anzahl der Standardvarietäten in einer Sprache
Der Ausdruck „Standardvarietät“ wird häufig fälschlich mit Varianz innerhalb des Standards in Verbindung gebracht. Er bezieht sich jedoch lediglich auf den „Unterschied“ zwischen dem Standard und den Nonstandardvarietäten einer Sprache. In der Tat haben die meisten großen Sprachen jeweils mehr als eine Standardvarietät, beispielsweise auch das Deutsche mit seinen unterschiedlichen Standardvarietäten in z. B. Deutschland, Österreich und der Schweiz, das Englische, das Französische, das Niederländische und das Spanische. Näheres siehe unter Plurizentrische Sprachen. Nur eine einzige Standardvarietät haben etwa das Italienische, Dänische oder Polnische.

## Andere Termini
Im Sinne von Standardvarietät – welches heute der am meisten akzeptierte Terminus ist, da eindeutig und unverwechselbar – wird in der Sprachwissenschaft auch eine Reihe anderer Ausdrücke benutzt, darunter insbesondere Standardsprache und die dort angegebenen Synonyme Schriftsprache, Hochsprache und Literatursprache. Bei plurizentrischen Standardsprachen werden die einzelnen Standardvarietäten bisweilen auch als Standardvarianten bezeichnet.